# Swithhelm de Essex
Swithhelm fue rey de Essex de 660 a 664.
Swithhelm sucedió al rey Sigeberht II después de asesinarle junto con su hermano Swithfrith, acusándole de ser demasiado amistoso hacia los cristianos. En 662, aun así, fue persuadido para convertirse por Aethelwald, rey de Estanglia. Tras su muerte en 664, fue sucedido por sus primos Sighere y Sebbi.